# Консейсан (Вила-Висоза)
Консейсан (порт.  Conceição) — фрегезия (район) в муниципалитете Вила-Висоза округа Эвора в Португалии. Территория — 32,79 км². Население — 4 364 жителей. Плотность населения — 133,1 чел/км².